# Christian Wörns
Christian Wörns, né le 10 mai 1972 à Mannheim, est un footballeur allemand. Il évoluait au poste de défenseur central.
Malgré une carrière sans trophée continental ou mondial, ce solide défenseur fut l'un des meilleurs joueurs allemands de sa génération évoluant à son poste. Après sa carrière de joueur il entraîna plusieurs équipes de jeunes comme à Schalke 04 où 1860 Munich.

## Biographie

### En club
Formé au SV Waldhof Mannheim, Wörns rejoint le Bayer Leverkusen et fait ses débuts en Bundesliga en 1991. Il y évolue sept saisons et s'impose comme l'un des grands défenseurs de Bundesliga. Avec Jens Nowotny et Markus Happe, il forme l'une des meilleures défenses du championnat. En 1993, il remporte la Coupe d'Allemagne.
En 1998, Wörns part au Paris Saint-Germain où il forme avec Alain Goma la charnière centrale de la saison 1998-1999. Après une saison mitigée où le club parisien connut deux présidents et trois entraîneurs, le défenseur allemand est transféré pour 40 millions de francs (environ 6,1 millions d'euros) au Borussia Dortmund le 19 avril 1999.
Il dispute, après 9 saisons dans la Ruhr, son dernier match sous le maillot du Borussia Dortmund face à Wolfsbourg durant la dernière journée du championnat d'Allemagne 2007/08. Sous le maillot jaune et noir, il n'aura remporté qu'un titre : le Championnat d'Allemagne en 2002.

### En sélection
Sélectionné avant même ses 20 ans en équipe d'Allemagne, Wörns connaîtra surtout des déceptions sous les couleurs de la Mannschaft. Retenu à l'Euro 1992, il ne dispute aucun match du tournoi. Quatre ans plus tard, c'est une blessure qui l'empêche d'être retenu dans la sélection qui remportera l'Euro 1996. Le premier tournoi international que Wörns dispute comme titulaire est la Coupe du monde 1998. Hélas pour lui, il s'illustre de bien mauvaise manière en récoltant un carton rouge en quart de finale contre la Croatie. En son absence, son équipe réduite à dix encaisse trois buts et est éliminée. 
En 2002, alors qu'il est champion d'Allemagne et finaliste de la Coupe UEFA, il est considéré comme un pilier de la sélection nationale. Mais il ne participe pas à la Coupe du monde 2002 puisqu'il se blesse au tout dernier moment. 
L'Euro 2004 est la dernière grande compétition (et aussi la deuxième) auquel il participe comme titulaire. Mais le parcours de l'Allemagne est médiocre : l'équipe est éliminée dès les phases de groupe. Alors qu'il n'est plus que remplaçant en sélection, il est écarté du groupe appelé à disputer la Coupe du monde 2006 par Jürgen Klinsmann. Par la suite, Wörns critiquera vertement le sélectionneur national lors d'une interview, ce qui lui vaudra d'être banni de la sélection.

## Carrière
| Saison    | Club              | Pays      | Matchs | Buts |
| --------- | ----------------- | --------- | ------ | ---- |
| 1989-1991 | Waldhof Mannheim  | Allemagne | 52     | 2    |
| 1991-1998 | Bayer Leverkusen  | Allemagne | 230    | 14   |
| 1998-1999 | Paris SG          | France    | 32     | 2    |
| 1999-2008 | Borussia Dortmund | Allemagne | 297    | 14   |

## Palmarès

### Équipe nationale
- Finaliste du championnat d'Europe 1992

### Borussia Dortmund
- Champion d'Allemagne en 2002
- Finaliste de la Coupe de l'UEFA en 2002
- Finaliste de la Coupe d'Allemagne en 2008

### Paris Saint-Germain
- Vainqueur du Trophée des champions en 1998

### Bayer Leverkusen
- Vainqueur de la Coupe d'Allemagne en 1993